# Dawit Szengelia
Dawit Szengelia, gruz. დავით შენგელია (ur. 6 marca 1980 w Tbilisi) – gruziński szachista, reprezentant Austrii od 2009, arcymistrz od 2005 roku.

## Kariera szachowa
W roku 1995 zdobył wraz z reprezentacją kraju srebrny medal na olimpiadzie juniorów do lat 16, rozegranej na Wyspach Kanaryjskich. W 1997 po raz pierwszy wystąpił w finale indywidualnych mistrzostw Gruzji, natomiast w 2001 zajął II miejsce (za Merabem Gagunaszwilim) w otwartym turnieju w Tbilisi. W 2003 triumfował w Erywaniu oraz podzielił II miejsce w Deizisau (za Davidem Baramidze, wspólnie z m.in. Władimirem Jepiszynem, Konstantinem Landą, Lewonem Aronianem i Liviu-Dieterem Nisipeanu). W bardzo udanym w jego karierze 2005 roku zwyciężył (wraz z Michaiłem Brodskim) w liczącym 590 uczestników openie w Cappelle-la-Grande oraz zajął I miejsce w Grazu. Kolejne turniejowe zwycięstwa odniósł w roku 2006, zwyciężając w Oberwarcie, Werther (Westf.) oraz ponownie w Grazu. W 2007 podzielił II m. (za Friso Nijboerem, wspólnie z m.in. Sebastienem Fellerem, Marcem Narciso Dublanem i Mihailem Marinem) w Barcelonie, natomiast w 2008 zwyciężył w Wattens, Triesen (wspólnie z Ivanem Farago i Siergiejem Owsiejewiczem oraz Oberwarcie (wspólnie z m.in. Mladenem Palacem, Davidem Arutinianem, Robertem Rabiegą i Imre Herą).
Najwyższy ranking w dotychczasowej karierze osiągnął 1 maja 2010, z wynikiem 2591 punktów zajmował wówczas 1. miejsce wśród austriackich szachistów.